# 圓谷製作
圆谷制作株式會社（日语： Tsuburaya Productions Co., Ltd.）是一家獨立的日本影像製作公司。圓谷菲爾茲控股的合併子公司，萬代南夢宮控股的權益法關聯公司。现公司总部设在東京都涩谷区南平台町。
該公司以使用先進的特攝「獨立性」技術創作作品而聞名，並繼續製作大量電視劇、電影及相關作品，工作室最出名的作品是出品《奥特曼》电视系列，即超人力霸王系列。

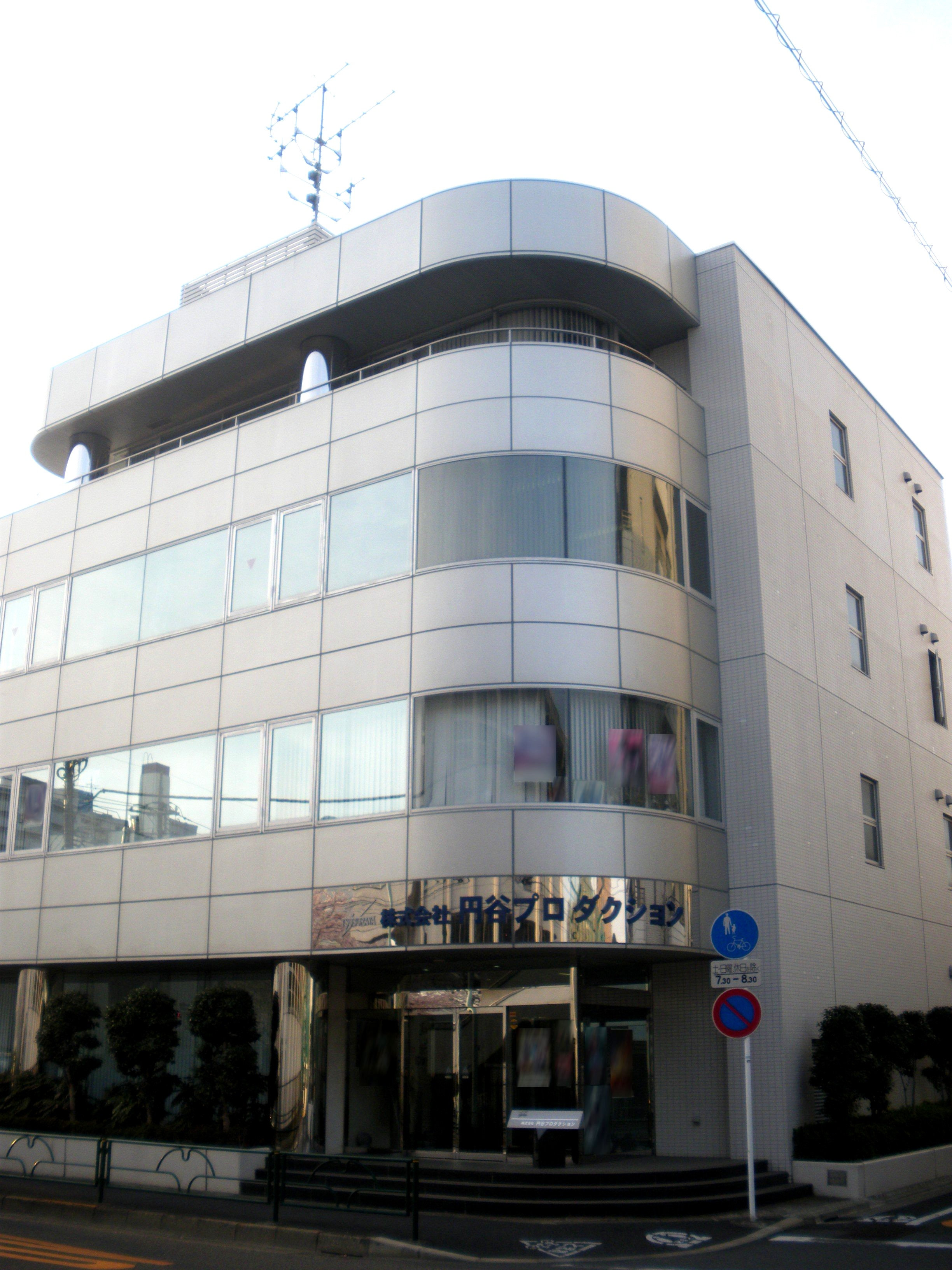
位於東京都世田谷區八幡山的舊圆谷制作總部

## 成立沿革
圓谷製作的作品以「超人力霸王系列」為代表，擁有許多高品質的特攝及科幻作品。然而，正因為如此，每部作品的製作成本也越來越高，導致製作一部作品的赤字越積越多，形成了長期以來的負面循環。隨著時間的推移，這個問題開始經常對圓谷製作的經營產生重大影響。
自圆谷英二建立后，几经一些母体公司经营的变迁，圆谷家一直拥有并经营着这家公司，直到2007年10月，当圓谷家族将公司出售给TYO。2008年1月萬代接續加碼，出資入股取得33.4％圓谷製作版權（2009年7月增持至49％股份），並展開全新商品開發。2010年影像製作公司「TYO」退出，轉賣給以小鋼珠業務為主的菲爾茲。

## 早期
圓谷製作於1963年4月12日成立，在成立初期與創辦人圓谷英二所屬的電影公司東寶有著密切聯繫，東寶成為圓谷製作的主要股東，並派遣非全職職員兼任行政職務，例如支配人等。此外，圓谷製作也受益於東寶在東京世田谷區砧附近的攝影棚旁的服裝部倉庫和東京美術中心（後來成為東寶大樓，公司解散並已拆除）的支援，並接受了東寶承包的電視節目和電影的委託。
1969年，當特攝電視劇《怪奇大作戰》結束時，沒有電視台向圓谷製作下單新節目，導致製作團隊工作停擺。處於經營困境的圓谷製作為了籌集資金進行增資。東寶作為主要股東承擔了此項任務，並取得了該公司60%的股份將其成為子公司。並由圓谷英二擔任社長，但東寶派遣了7名幹部，藤本真澄也擁有代表權。作為東寶經營重建策略的一部分，他們解散了金城哲夫所屬的企劃文學部，並將約150名員工壓縮到40人。同時，東寶作為母公司，為拖欠的供應商支付和債務償還提供了為期5年的緩衝期。得益於此，圓谷製作得以繼續製作作品。
1970年1月25日，圓谷英二因病去世，圓谷一繼任為第二任社長。但在1973年2月9日，圓谷一突然去世，圓谷皐接任為第三任社長。
1983年，圓谷的財務部門由東寶派遣的高級主管負責管理，並且東寶也持有公司的代表印章。這樣一來，圓谷製作得以較容易地從三和銀行（現在的三菱UFJ銀行）獲得貸款，成功克服經營困難。然而，圓谷皐對這種情況並不滿意。

### 圓谷家經營時期
1992年，由於早年《超人力霸王系列》的銷售權和窗口權限期限轉讓給TBS後，這些權益在期限屆滿後再次回到了圓谷製作手中。利用這些權益作為抵押，圓谷皐以這筆資金取得了圓谷製作15%的股份，而由皐所創立的圓谷企業則取得45.5%的股份以解除與東寶的資本關係。皐以持有多數股份的股東兼社長的身份經營圓谷製作。
1995年6月11日，因病情緣故，圓谷皐退任，圓谷一夫接任為第四任社長。之後皐過世，圓谷製作的股份由一夫繼承。2001年，隨著特攝電視劇的全面恢復，圓谷製作的作品費用也增加了。然而，同時在此期間的製作作品也未能取得熱門成績，加上與曾經的支持者三和銀行斷絕聯繫，導致公司的經營基礎變得脆弱，與TBS的關係也惡化。2002年2月，之前已經離職的圓谷粲再次加入公司，擔任副社長。
2003年，圓谷一夫辭去社長職位，圓谷昌弘接任為第五任社長，一夫擔任會長，圓谷英明擔任專務。然而，專務取締役高野宏一在此過程中被指控參與了對於被萬代收購的政變計劃，被要求提出辭呈並離職。2004年6月，圓谷昌弘因涉及對女性員工的騷擾問題辭去社長職位，圓谷英明接任為第六任社長。為了恢復財務狀況，英明在一年後的董事會上面臨被解職的動議，但在持有過半數股份的會長一夫同意下被解職。曾擔任東寶不動產董事的大山茂樹接任為第七任社長。
2007年2月，年度財務報表顯示，營業收入約為56億日元，而當期純利潤僅約4400萬日元。擔心累積虧損導致破產的董事們要求由一夫將社長職位轉交給昌弘，並提出大規模重組的要求。在6月的董事會上，大山被解職，一夫接任為第八任社長。

### TYO的合併
由於圓谷製作的融資在2007年被銀行中止，該公司面臨著擁有30億日元累積虧損的破產危機。在10月，藉著非常勤董事森島恒行的介紹，圓谷製作接受了視覺影像公司TYO提供的數千萬日元借款，用於當前的資金周轉。然而由於無法償還該筆貸款，TYO取得了圓谷企業的過半股份作為抵押品。此外，與TYO在第三者增資中取得的股份相結合，TYO持有了圓谷企業股份的80%，成為最大的股東。同時，圓谷製作的股份持有者一夫將其所持有的22.5%的股份轉讓給圓谷企業，從而將圓谷企業在圓谷製作中的股權比例從45.5%提高至68%。通過這些過程，TYO獲得了圓谷製作的經營權，並加入了該公司集團。
一夫在此次合併事件解職，森島成為第九任社長。在TYO參與經營後，一夫仍然擔任圓谷製作和圓谷企業的會長，但終結了由圓谷家創辦者家族一直實行的家族企業經營。

### 萬代南夢宮集團的出資
隨著TYO內部組織改革的進展等，同時與圓谷製作在《超人力霸王系列》方面有緊密聯繫的萬代南夢宮集團進行了資本參與。2008年1月21日，TYO將持有的33.4%股份轉讓給萬代南夢宮集團旗下子公司萬代。10月，森島辭去職位，大岡新一接任為第十代社長。
2009年7月，進行了進一步的股權轉讓（萬代持有比例增至49%），萬代南夢宮集團在圓谷製作中的經營發言權增強。在此期間，一夫從會長退任為榮譽會長，隨後再度辭去榮譽職位，圓谷家從此被完全排除於經營之外。

### 加入菲爾茲集團至今
2010年4月2日，TYO將持有的51%股份全部出售給菲爾茲，圓谷製作成為菲爾茲的合併子公司。到2014年3月期，已解決從2007年開始持續存在的債務超額問題。
2017年8月1日，大岡辭去職位，塚越隆行接任為第十一任社長。2019年4月1日，塚越辭去職位，永竹正幸接任為第十二任社長，而塚越則擔任會長。
2022年10月，隨著菲爾茲將成為包括集團子公司在內的持股公司制度，圓谷製作成為圓谷菲爾茲控股的子公司。截至該年3月，圓谷製作佔據了菲爾茲公司業務利潤的近40%。

### 公司歷史
- 1948年（昭和23年），因在太平洋戰争時期參與製作戰爭電影，圓谷英二從東寶被公職追放。後於自己家中設立了特殊映畫技術研究所（日语：特殊映画技術研究所）（通称「圓谷研究所」（日语：円谷研究所））。
- 1950年（昭和25年），研究所转移到東寶砧撮影所。
- 1952年（昭和27年），東寶解除對圓谷英二的公職追放。
- 1956年（昭和31年），圓谷英二於自己家中設立「圓谷特技研究所」（日语：円谷特技研究所）。
- 1963年（昭和38年）4月12日，圓谷特技研究所法人化，「株式會社圆谷特技制作」（日语：株式会社円谷特技プロダクション）設立。
- 1966年（昭和41年）1月2日，第一部特攝電視劇《超異象之謎》開播。
- 1966年（昭和41年）7月10日，特攝電視劇《超人力霸王》開播。
- 1968年（昭和43年），円谷皋加入公司。日语：、日语：退社。12月6日，東寶進行重大增資成為母公司，並持有圓谷製作所60%的股權。
- 1969年（昭和44年），金城哲夫、日语：、池谷仙克退社。[12][13]
- 1970年（昭和45年），圓谷英二去世，改由圓谷一擔當第二任社長。
- 1973年（昭和48年）2月9日，圓谷一去世、改由圓谷皐擔任第三任社長，田口成光退社。
- 1984年（昭和54年），為避免商業危機而破產，將節目銷售權和窗口權以數千萬日元的價格出售給TBS，限期七年。[14]
- 1992年（平成4年）圓谷皐收購了東寶所擁有圓谷製作所的股權，重新控制了經營權，並分配給圓谷製作、圓谷企業和圓谷音樂出版。
- 1995年（平成7年）6月11日、圓谷皐退休、由圓谷一夫擔任第四任社長。[3]
- 2003年（平成15年）、圓谷一夫辭任，改由圓谷昌弘擔任第五任社長。退社。
- 2004年（平成16年）6月，圓谷昌弘因對女性員工性騷擾而辭職，圓谷英明成為第六任社長。
- 2005年（平成17年），总部從世田谷区砧移至同區的八幡山，圓谷昌弘遭到被免職，小山茂樹成為第7任社長。
- 2007年（平成19年）6月，圓谷一夫因小山被免職而成為第八任社長，10月，TYO收購圓谷製作所68%股權，成為子公司。由於圓谷一夫被免職，森島恆之成為第9任社長。[7]
- 2008年（平成20年）1月7日，TYO 旗下的圓谷製作、圓谷企業和Buildup合併，成為TYO的全資子公司。圓谷製作所的特攝製作部門重新開始籌建，同時資本金從1000萬日元大幅增加到3.1億日元。日语：退社。
- 2010年（平成22年）4月2日，TYO將其圓谷全部股份轉讓給Fields企業。成為Fields 的合併子公司。[15][16]
- 2011年（平成23年）7月，总部本社從世田谷区八幡山移至澀谷区櫻丘町。
- 2018年（平成30年）4月18日，因奥特曼海外版权争议，於加利福尼亞州中央區地方法院向泰國UM公司提起訴訟，最終證實了調查結果，轉讓合同被裁定無效。[17]。2019年12月5日，美國聯邦第九巡迴上訴法院經審判駁回了UM公司的上訴[18][19]
- 2019年（令和元年）4月1日，永竹正幸接任社長，原社長冢越隆行升任會長。
- 2021年3月17日（令和3年） -發行包括超人力霸王系列等圓谷作品、娛樂、漫畫等的網路收費平台：TSUBURAYA IMAGINATION（日本）及ULTRAMAN CONNECTION（海外）。
- 2022年（令和4年）
  - 5月13日 - 超人力霸王55週年紀念長篇劇場版電影《新·奥特曼》上映。
  - 9月13日 - 官方網站更新。
- 2023年（令和5年）
  - 3月22日 - 圓谷製作與TBS恢復合作夥伴關係，雙方將再次推動創新和極富創意的新內容的開發，這是雙方在2007年之後16年以來首度合作。[20][21]
- 2024年（令和6年）
  - 6月14日 - 與光影魔幻工業合作之美國長篇動畫電影《ULTRAMAN：崛起》上映。

## 製作作品

### 影集
- 《超人力霸王系列》（1966年1月－至今）

### 其他特攝影集
- 《快兽布斯卡》（1966年11月 - 1967年9月）
- 《MJ萬能號》（1968年4月 - 1968年6月）
- 《怪奇大作戰》（1968年9月 - 1969年3月）
- 《镜子超人》（1971年12月-1972年11月）
- 《红超人》（1972年4月 - 1972年10月）
- 《三重战士》（1972年7月 - 1972年12月）
- 《緊急指令10-4・10-10》（1972年7月 - 1972年12月）
- 《火炎人》（1973年1月 - 1973年7月）
- 《恐怖剧场不平衡》（1973年1月 - 1973年4月）
- 《詹伯a》（1973年1月 - 1973年12月）
- 《摔角之星 阿茲特克皇帝》（1976年10月 - 1977年3月）
- 《安德魯超戰士》（1983年2月 - 1983年4月）
- 《生物彗星WoO》（2006年4月 - 2006年8月）

### 圓谷恐龍三部曲
- 《恐龍救生隊》（1976年10月 - 1977年3月）
- （1977年10月 - 1978年6月）
- （1978年7月 - 1979年6月）

### 電光超人古立特
- 《電光超人古立特》（1993年4月 - 1994年1月）
- 《SSSS.GRIDMAN》（2018年10月 - 2018年12月）
- 《SSSS.DYNAZENON》（2021年4月 - 2021年6月）
- 《GRIDMAN UNIVERSE》（2023年）

### 電影
- 《怪兽大奋战 戴葛洛对戈利亚斯》（1972年12月17日）

### OV
- 《镜子超人REFLEX》（2006年3月 - 2006年5月）

## 歷代社長
| 序列 | 社長     | 任職期間  | 備註                                                                                     |
| ---- | -------- | --------- | ---------------------------------------------------------------------------------------- |
| 1    | 圓谷英二 | 1963-1970 | 圓谷株式會社的創始人；被稱為“特攝之神”                                                   |
| 2    | 圓谷一   | 1970-1973 | 圓谷英二長子                                                                             |
| 3    | 圓谷皐   | 1973-1995 | 圓谷英二次子。在職22年，為歴代圓谷社長中在職時間最長的。                                 |
| 4    | 圓谷一夫 | 1995-2003 | 圓谷皐長子                                                                               |
| 5    | 圓谷昌弘 | 2003-2004 | 圓谷一長子。因涉及員工性騷擾問題而退任。                                                 |
| 6    | 圓谷英明 | 2004-2005 | 圓谷一次子                                                                               |
| 7    | 大山茂樹 | 2005-2007 | 東宝不動産取締役出身。首次由圓谷家族以外的人就任社長。                                   |
| 8    | 圓谷一夫 | 2007      | 前社長大山茂樹解任後復歸。迄今為止圓谷家族出身的最後一任社長。                           |
| 9    | 森島恒行 | 2007-2008 | 參加圓谷企業創設。                                                                       |
| 10   | 大岡新一 | 2008-2017 | 圓谷製作出身的攝影師。                                                                   |
| 11   | 塚越隆行 | 2017-2019 | 曾经营广告代理店，1991年进入The Walt Disney Company (Japan)并担任了要职，2017年1月退社。 |
| 12   | 永竹正幸 | 2019-現職 | 曾任特佳麗多美CEO、社長；空降擔任圓谷株式會社社長；原社長冢越隆行升任會長。              |

### 工作人員
現轄屬人員
- 櫻井浩子
- 滿田穧
- 大岡新一（日语：大岡新一）
- 北浦嗣巳（日语：北浦嗣巳）
- 渋谷浩康（日语：渋谷浩康）
- 品田冬樹（日语：品田冬樹）
- 岡野弘之（日语：岡野弘之）
- 後藤正行
- 澗淵隆文
- 岡崎聖
- 柴崎誠
- 古澤圭亮
- 黒澤桂
- 大塩忠正

過去轄屬人員
- 金城哲夫
- 上原正三（日语：上原正三）
- 高野宏一（日语：高野宏一）
- 池谷仙克（日语：池谷仙克）
- 井口昭彦（日语：井口昭彦）
- 山口修（日语：山口修 (美術デザイナー)）
- 田口成光（日语：田口成光）
- 圓谷昌弘（日语：円谷昌弘）
- 圓谷英明（日语：円谷英明）
- 圓谷浩（日语：円谷寛）
- 濱田知彦
- 笈田雅人（日语：笈田雅人）
- 江藤直行
- 八木毅（日语：八木毅）
- 表有希子
- 丸山浩（日语：丸山浩 (デザイナー)）
- 右田昌万（日语：右田昌万）
- 岡部淳也（日语：岡部淳也）
- 山本天志
- 伊部由起子
- 小林煕昌（日语：小林煕昌）
- 足木淳一郎

過去相關人員
- 成田亨
- 飯島敏宏
- 實相寺昭雄
- 市川森一（日语：市川森一）
- 佐佐木守（日语：佐々木守）
- 赤井鬼介（日语：赤井鬼介）
- 的場徹（日语：的場徹）
- 川北紘一
- 大木淳吉（日语：大木淳吉）